# اتفاقية الراحة الأسبوعية (الصناعة) 1921
اتفاقية الراحة الأسبوعية (الصناعة) 1921 هي اتفاقية تابعة لمنظمة العمل الدولية.
تأسست في عام 1921: